# Никитин, Василий Александрович
Васи́лий Алекса́ндрович Ники́тин (род. 25 ноября 1971, Шаргунь Узбекская ССР) — государственный деятель подконтрольной России Луганской Народной Республики, первый премьер-министр Луганской Народной Республики с 18 мая по 3 июля 2014 года.

## Биография
В 1989 году окончил 61-ю школу имени Дмитрия Карбышева в Копейске.
Позже переехал в Кременную Луганской области.
В 1994 году окончил Луганский национальный аграрный университет.
В 1995 году он стал учредителем частного предприятия под названием «Луганский завод „Восход“». Переехал в Луганск. В начале 2000 года ушел из этого бизнеса. Работал главным экономистом ООО «Сплав 100». Создал в Луганске областное отделение общественной организации "Всеукраинский народный экологический союз садоводов, огородников и цветоводов «ВНЕССОК».
В 2008 году основал фермерское предприятие «Братья Никитины», а в 2010 году — фирму экологически чистых продуктов «Хаус ресорсиз».
В марте 2014 года — активист движения «за Народный референдум», был председателем Инициативной группы. Активно участвовал в организации референдума о статусе Луганской области, который состоялся 11 мая, был заместителем председателя Центризбиркома.
21 апреля избран председателем президиума Народного схода Луганщины. С 6 мая руководитель Пресс-центра «Объединённой армии юго-востока». С 18 мая — премьер-министр Луганской народной республики.
В начале июня был объявлен властями Украины в розыск по ч. 2 ст. 110 УК («умышленные действия, совершенные с целью изменения границ территории или государственной границы Украины или конституционного строя, по сговору группы лиц»).
3 июля решением Главы Республики Валерия Болотова правительство Луганской народной республики было отправлено в отставку. Никитин 8 июля был утверждён первым заместителем председателя Совета министров по социальной политике. Сохранял пост первого вице-премьера во всех последующих правительствах ЛНР вплоть до января 2016 года.
Был включён в санкционный список ЕС, опубликованный 12 июля. Также включён в санкционные списки США, Великобритании, Швейцарии, Японии, Украины, Канады, Новой Зеландии и Австралии.